# Consultant
 (janvier 2024).
Pour les articles homonymes, voir Consultant (homonymie).
Un consultant (ou une consultante) est un prestataire de services en conseil. Souvent regroupé au sein de sociétés de conseil ou intervenant de façon indépendante, il dispose d'un savoir-faire avéré dans un ou plusieurs domaines.
Selon le Grand dictionnaire terminologique, le mot anglais consultant désigne un spécialiste extérieur à une organisation à qui l'on fait appel afin d'obtenir un avis au sujet d'une question ou de l'aide pour résoudre un problème précis. La traduction de cet anglicisme est conseiller.

## Définition
Un consultant est un conseiller spécialisé ou non ayant une approche globale de son domaine. L'appellation consultant, issue de l'anglais dans son sens actuel, a précisément ce sens. L'activité de conseiller — ou donc de « consultant » — peut s'appliquer à de nombreux métiers : consultant en stratégie, en management, en informatique, en gestion financière ou sur la réglementation, en gestion des ressources humaines,  en innovation en productique ou en marketing ; jusqu'aux domaines de la communication (consultant en football, en rugby pour des chaînes de télévision).
Comme son nom l'indique, le consultant a pour mission de formuler des conseils : il fournit à son client des recommandations issues de l'expérience (la sienne et/ou celle de son entité d'appartenance), appuyées par un diagnostic de la situation. En pratique, il reste présent dans l'entreprise pour accompagner la mise en œuvre de ces recommandations, soit en tant que superviseur, soit en tant qu'acteur.
Pour faire simple, son objectif est d'aider les entreprises à améliorer leur performance stratégique et opérationnelle.
Cette amélioration de la performance passe nécessairement par un changement, une transformation qui va mobiliser tous les leviers, principalement : la stratégie, les organisations, les processus, les systèmes d'information et bien sûr les ressources humaines.
Cette offre de service est l'apanage des grands cabinets de conseil qui ont la capacité à mobiliser les expertises et les consultants nécessaires pour définir et surtout mener ces transformations avec leurs clients. Ils répondent ainsi aux besoins des grandes entreprises pour s'adapter et maintenir leur compétitivité face au évolutions de l'économie et de la concurrence (digital, IA, fusion-acquisition, travail hybride, RSE,..).
En médecine, le sens vieilli (rf.Larousse) de consultant est utilisé pour désigner celui qui consulte le praticien, et non le praticien lui-même. Le terme peut être employé dans les deux acceptions. C'est le contexte qui renvoie à son sens précis.

### Éducation
Les consultants sont habituellement titulaires d'un master (école de commerce ou ingénieur), ou d'un Master In Business Administration (MBA), notamment pour les postes de conseil en stratégie.

### Grades
Les consultants suivent généralement un système hiérarchique pyramidal, jalonné de plusieurs grades différents, au sommet desquels se trouve habituellement l'associé (ou Partner).
Les dénominations des grades changent selon les cabinets, mais se trouve généralement la hiérarchie suivante : consultant junior (Analyst), consultant (ou Associate dans un contexte anglophone), Consultant Senior, Manager, Senior Manager, Director ou Principal puis associé (Partner).
Le système du fast track, réservé aux meilleurs consultants de leur génération, permet de passer plus rapidement au grade supérieur.

## Les raisons pour engager un conseiller extérieur ou consultant
Il existe plusieurs raisons pour motiver des dirigeants d'entreprises à engager un consultant. 
- Expertise spécialisée : en général, le directeur d'une entreprise recourt aux services d'un conseiller extérieur lorsqu'il a besoin d'une expertise spécialisée et qu'il ne dispose pas des compétences requises à l'intérieur de son entreprise. Ces cas concernent, par exemple, les nouvelles technologies ou les nouvelles méthodes de gestion.
- Objectivité : d'autres raisons peuvent motiver un dirigeant d'entreprise. En effet, celui-ci peut désirer obtenir un point de vue objectif sur une situation complexe qui implique plusieurs personnes à l'intérieur de l'entreprise. Même la personne la plus qualifiée à l'intérieur d'une entreprise risque, dans l'analyse d'un problème et la définition de solutions pratiques, d'être influencée par ses implications personnelles, ses habitudes et ses façons de voir les choses. Parce qu'il est indépendant de l'entreprise, le consultant peut être impartial dans des situations où il est difficile aux gens de l'intérieur de l'entreprise de l'être.
- Confidentialité : parfois, le dirigeant d'entreprise désire effectuer une étude et garder confidentielle son identité. Un conseiller extérieur peut être très utile pour de telles études, qu'il s'agisse d'études de marché, d'études d'acquisition de compagnies, etc.
- Crédibilité : un conseiller extérieur peut être sollicité pour présenter un rapport dans le but d'appuyer une décision qui a été prise par un directeur d'entreprise [7]. Un directeur peut connaître exactement ce qu'il veut et quelle décision prendre, mais préfère se référer à un consultant pour obtenir le support nécessaire dans la réalisation de son projet. Ce qui pourra s'opposer, à ce moment-là, à l'intégrité et l'objectivité du consultant.
- Capacité de travail : souvent, l'entreprise cliente manque de cadres disponibles pour réaliser une étude ou un projet interne.

## Services
Les services offerts par un consultant extérieur ou une société de conseil sont aussi nombreux que les aspects et secteurs multiples que l'on retrouve dans les entreprises.
Les services offerts comprennent, entre autres, les études diagnostiques, la planification stratégique, le conseil en organisation, le conseil en recrutement, le conseil en fusions-acquisitions, la gestion des ressources humaines, les missions psychosociologiques, la gestion des ressources financières, les systèmes d'information, les technologies d'information et de communication, le marketing, la production, la recherche et le développement de nouveaux produits et services, la réingénierie et l'optimisation des processus, les projets ISO, l'analyse de l'environnement organisationnel, l'implantation d'indicateurs de performance, la restructuration organisationnelle, l'évaluation de la satisfaction des clients et des employés, la gestion et la facilitation du changement et le redressement d'entreprises en difficulté.
Le choix de faire appel à un consultant plutôt qu'une ressource interne s'appuie sur les avantages liés à la présence d'un élément extérieur à l'entreprise dans le projet et grâce à :
- Expertise spécialisée (Par exemple la maitrise d'une norme ISO)
- L'objectivité
- La confidentialité
- La crédibilité face au(x) projet(s) spécifique(s)
- La disponiblité

Pour le consultants en management, est disponible la norme ISO 20700.
En 50 pays dans le monde est disponible la certification CMC (Certified management consultant).

## La définition des besoins d'un projet en conseil
Il est important que le consultant puisse cerner les secteurs qui nécessitent son intervention et d'impliquer les personnes de l'intérieur de l'entreprise. Lorsque les ressources internes participent à la préparation du programme d'intervention, celui-ci peut être défini avec plus de précision, les participants peuvent être plus motivés à le réaliser et les chances de succès sont accrues.
Dans un premier temps, le client doit définir le plus précisément possible le travail à accomplir en décrivant les activités qui devront être examinées par le consultant et les objectifs à atteindre en précisant les conditions et les raisons qui motivent l'engagement du consultant, en identifiant les problèmes potentiels, en déterminant les ressources internes disponibles et en fixant les contraintes de temps et d'argent.
De son côté, le consultant devra définir sa compréhension du problème et le plan de travail qu'il préconise.
Ce plan de travail doit inclure les objectifs poursuivis, la méthodologie prévue, le calendrier des activités, les ressources professionnelles utilisées et le budget de consultation.

## Typologie des entreprises de conseil
Il y a plusieurs types de sociétés de consultants également appelées cabinets ou sociétés de conseil. Chaque cabinet de conseil offre différents services en fonction de sa taille. Par exemple, certaines structures nationales disposent de personnel dans certains marchés clefs dans le but d'offrir un meilleur service à leurs clients. Plusieurs cabinets de conseils comptables offrent un personnel d'assistance en gestion à leurs bureaux régionaux. Certaines firmes offrent un service complet de consultation pour répondre à toutes sortes de demandes. Certains consultants peuvent agir comme généralistes ou spécialistes pour certains problèmes.
Pour évaluer et choisir une firme de consultants, le client doit considérer la compétence du personnel et les connaissances spécifiques relatives au problème à l'étude. En fait, l'important est d'engager un consultant qui apportera une valeur additionnelle à l'entreprise. 
Les principaux consultants en France sont répertoriés au sein de deux principales structures syndicales : Syntec et la Fédération CINOV. Ces deux structures offrent une certification de leurs membres.
Syntec estime comme chiffres clefs du secteur en 2022 : un CA de 20 milliards d'euros réalisé par 15 000 entreprises regroupant 120 000 personnes.
Les firmes de consultants peuvent être classées selon trois catégories :

### Les sociétés de conseil nationales ou internationales
Ces firmes offrent une variété de services et disposent de nombreux consultants compétents. Cependant, comme elles peuvent faire face à un roulement de personnel au niveau de l'exécution des projets, il est important pour le client de connaître les consultants qui auront à réaliser le travail sur toute la durée de la mission.

### Les sociétés de conseil moyennes régionales
Ces firmes regroupent en général de dix à cinquante consultants, souvent très compétents, avec un taux de roulement inférieur à celui des firmes nationales. Ces firmes se spécialisent dans certains secteurs de l'entreprise et leur tarification est en général moins élevée que dans les firmes nationales.

### Les consultants indépendants
Les consultants indépendants agissent soit comme spécialistes soit comme généralistes :
1. Le consultant spécialiste se concentre dans un domaine tel, par exemple, la formation, l'informatique, ou dans un secteur comme l'industrie, le transport, les communications, etc. Il s'associe parfois à des confrères pour élargir son offre.
2. Le consultant généraliste, quant à lui, avec une bonne formation de base et une expérience de plusieurs années dans l'industrie ou dans la consultation, peut offrir une expertise très valable. Il présente l'avantage d'offrir une continuité auprès de certains clients avec qui il travaille sur une longue période de temps. La relation de confiance à long terme qu'il développe est en général supérieure à celle des autres catégories de consultants. Et ses tarifs peuvent être moindres, n'ayant pas à supporter de frais d'administration élevés.

Les consultants indépendants peuvent être embauchés par des sociétés de portage salarial qui agissent comme des sociétés de conseil auprès de leurs clients. Depuis la généralisation de l'achat de services sur Internet et notamment le mouvement d'ubérisation débuté en 2016, les consultants indépendants ont également accès à des plateformes de « désintermédiation » qui se divisent en deux catégories : 
1. La mise en relation directe d'un projet avec un consultant (ex. Upwork).
2. La mise en relation des consultants entre eux pour être une force de proposition.

## Mesure de la performance
Un consultant est engagé principalement parce qu'il possède certaines compétences requises par le client. Son travail devrait être évalué en termes de capacité à appliquer son talent aux besoins du client. Trois méthodes peuvent être utilisées pour mesurer sa performance.

### Spécifications
La première méthode consiste à comparer la performance du consultant avec les spécifications du travail présentées dans l'offre de service ou dans le contrat. Cette méthode implique une revue point par point de l'offre de service pour vérifier si le consultant a accompli toutes les activités et s'il a respecté ses engagements. L'évaluation doit être objective et sert à déterminer le niveau de qualité du travail accompli. L'approche doit être cohérente avec d'autres contrats accordés à la même entreprise ou à d'autres entreprises. De même, les critères considérés doivent être cohérents avec ceux utilisés pour évaluer la performance des personnes à l'intérieur de la société cliente.

### Bénéfices à court terme
La seconde méthode consiste à mesurer la contribution du consultant à l'amélioration de la position financière de l'entreprise. Normalement, il y a une relation de cause à effet entre le travail du conseiller et certains bénéfices directs. Du fait que le consultant a été engagé expressément pour effectuer certains changements, l'impact de son travail devrait normalement se refléter dans l'état des résultats financiers. Bien que certains projets soient difficiles à mesurer, chacun devrait ajouter de la valeur à la société. Cependant, il est normal d'allouer un laps de temps suffisant entre la fin de l'intervention du conseiller ou de la société de conseil et l'identification des bénéfices. L'évaluation devrait être faite sur une base quantitative le plus possible, par exemple, les ventes ont-elles augmenté à la suite d'un programme d'amélioration des ventes ? Le programme d'amélioration des profits a-t-il réduit les coûts de main-d'œuvre directe ? etc.

### Bénéfices à long terme
La troisième méthode, et peut-être la plus importante, est la contribution du consultant ou de la société de conseil aux bénéfices à long terme de l'entreprise cliente. Dans la réalisation de son travail, le "consultant" devrait contribuer à rehausser le niveau de compétence du personnel de l'entreprise en transmettant le maximum de ses connaissances. Il devrait entraîner et développer le personnel dans sa spécialité, dans sa méthodologie et dans son approche pour résoudre des problèmes. Le conseiller devrait susciter de meilleures attitudes et un moral accru en créant un intérêt et un désir chez le personnel, pour aller plus loin et pour accélérer le taux de croissance de l'entreprise. Le conseiller devrait être le catalyseur qui permette aux changements de se réaliser et qui favorise le réaménagement de l'entreprise dans un sens constructif.

## Les cabinets de conseil
Le "consultant" est en général un salarié d'un cabinet de conseil ou d'une SSII ou encore un travailleur indépendant, dont le travail est de remplir des missions, dans le cadre d'un projet, pour le compte d'entreprises extérieures à la sienne. En règle générale, le conseiller intervient sur des projets pour lesquels l'entreprise ne possède pas de ressources internes, soit en qualité (personnels ayant les compétences ou les spécialités utiles) soit en quantité (effectifs internes insuffisants pour faire face à une surcharge temporaire de travail).
Le contenu de ses missions varie, et le conseiller peut être amené à remplir un rôle de commercial,  d'évaluation du besoin, de recherche des possibilités (pour un candidat comme pour une entreprise, un progiciel ou autres), et d'évaluation de ces dernières, d'application de la solution choisie, de gestion de projet et suivi, de conduite de changement, etc.
Les missions sont de durées très différentes en fonction des besoins, en général de 1 mois à 2 ans.
L'objectif des entreprises qui font appel à des consultants est d'obtenir un point de vue externe qui permet en particulier de :
- avoir une vision objective de la situation de l'entreprise
- bénéficier d'expériences diversifiées (nouvelles approches…)
- contourner la difficulté à traiter des sujets jugés « sensibles » (réorganisations, fusions, etc.)
- créer une dynamique là où des ressources internes à l'entreprise peuvent ne pas vouloir ou ne pas pouvoir se mobiliser suffisamment (problèmes de hiérarchie, de sympathie, d'adhésion, etc.)
- apporter des compétences et expériences techniques non maîtrisées en interne.

La diversité de ces missions se retrouve dans le processus type de recrutement des consultants, avec une étude de cas de mise en situation professionnelle invitant le futur consultant à démontrer ses capacités d'adaptation sur un large éventail de problématiques.
Le recours à des consultants et plus généralement le recours à des prestations externes en sous-traitance est onéreux. Cependant, par définition, une mission de consultant est à durée déterminée, alors que les cadres en poste dans l'entreprise ne sont pas forcément à même de supporter une variabilité temporelle de la charge de travail.
Les directions d'entreprises commanditent également des missions de consultants externes lorsqu'elles souhaitent justifier et se décharger de la responsabilité d'une modification de l'organisation du travail de façon impopulaire. On peut en voir l'illustration et la critique dans le film de Jean-Marc Moutout Violence des échanges en milieu tempéré.

## Critique
Les critiques sur les abus des professionnels du conseil sont illustrés dans la série House of Lies.
Le secteur du conseil fait aussi l'objet de critiques pour des faits avérés et vérifiables, notamment lorsque plusieurs grandes sociétés de conseils se sont retrouvées au centre de scandales financiers, comme Arthur Andersen dans l'affaire Enron. En 2016 et 2017, les fuites d'informations provenant d'entreprises situées dans des paradis fiscaux, comme les Panama Papers et les Paradise Papers, ont mis en évidence le rôle de ces sociétés dans la mise en place de stratégie d'évitement fiscal.